# Mexikanische Botschaft in Montevideo

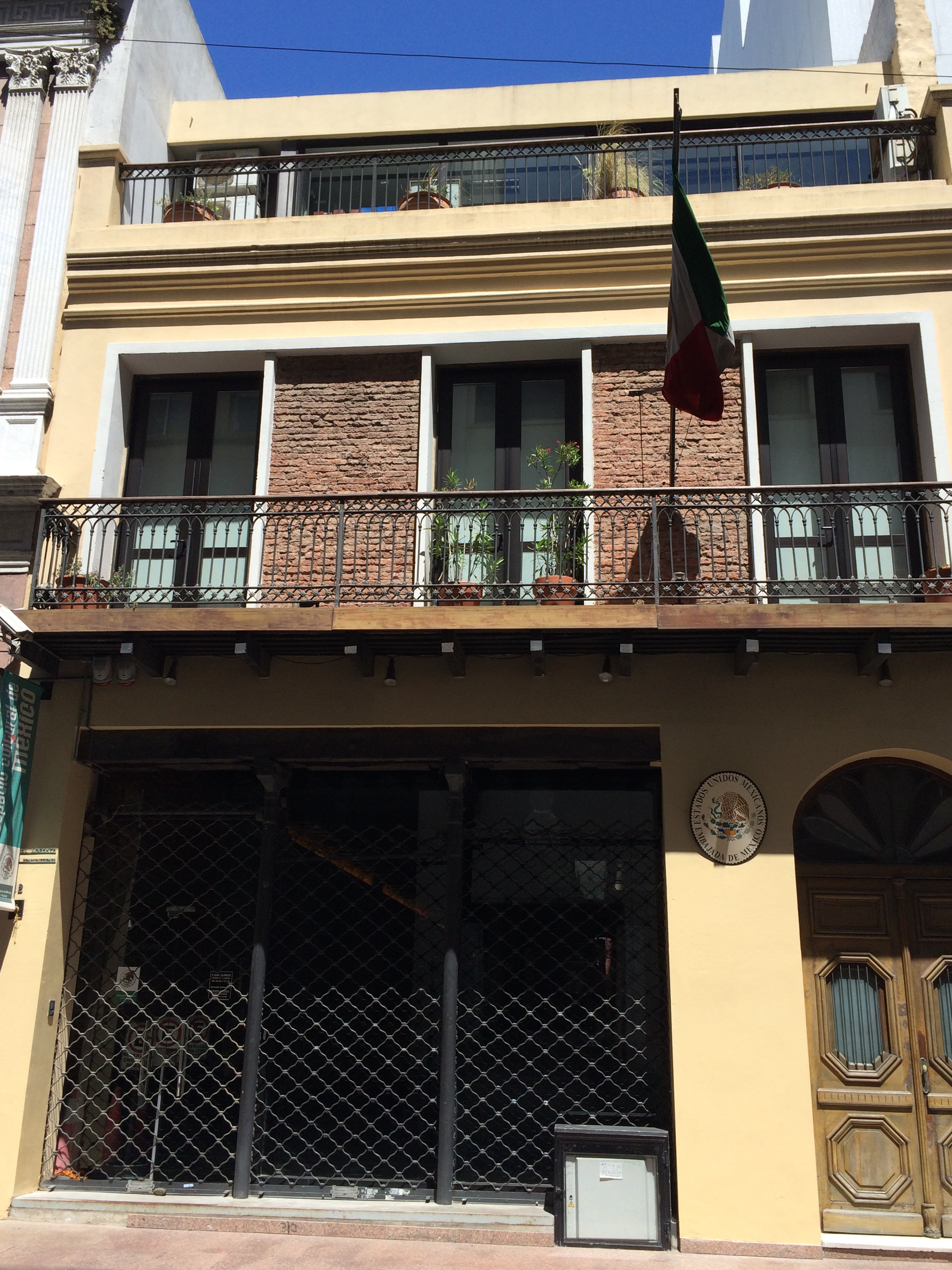
Mexikanische Botschaft in Montevideo

Die Embajada de México (Mexikanische Botschaft in Montevideo) ist ein Bauwerk in der uruguayischen Landeshauptstadt Montevideo.
Das um 1860 errichtete Gebäude befindet sich in der Ciudad Vieja an der Calle 25 de Mayo 512 zwischen den Straßen Treinta y Tres und Ituzaingó. In dem ursprünglich als Wohn- und Geschäftshaus konzipierten Bauwerk ist die diplomatische Vertretung Mexikos in Uruguay ansässig. Angaben über den Architekten sind nicht vorhanden. In den Jahren 1975 und 2007 fanden Umbaumaßnahmen statt. Während erstere unter der Leitung des Architekten Samuel Flores Flores erfolgten, zeichnete für die zweiten nach erfolgreich absolviertem Wettbewerb im selben Jahr Rafael Lorente Mourelle verantwortlich. Das zehn Meter hohe, dreistöckige Bauwerk umfasst eine Grundfläche von 399 m².